# Григор'єв Роман Григорович
Роман Григорович Григор'єв — російський кінорежисер. Заслужений діяч мистецтв Росії (1965) та Узбекистану (1971).

## Біографія
Народився 13 жовтня 1911 року. Помер 3 вересня 1972 року. Один з організаторів студії кінохроніки в Харкові (1931). Працював на Центральній студії документальних фільмів у Москві, в роки Великої Вітчизняної війни керував групами фронтових кінооператорів.